# Dragon de mare frunză
Dragonul de mare frunză (Phycodurus eques) sau dragonul de mare al lui Glauert, este singurul membru al genului Phycodurus și este un pește marin din familia Syngnathidae, care include dragoni de mare și căluți de mare.

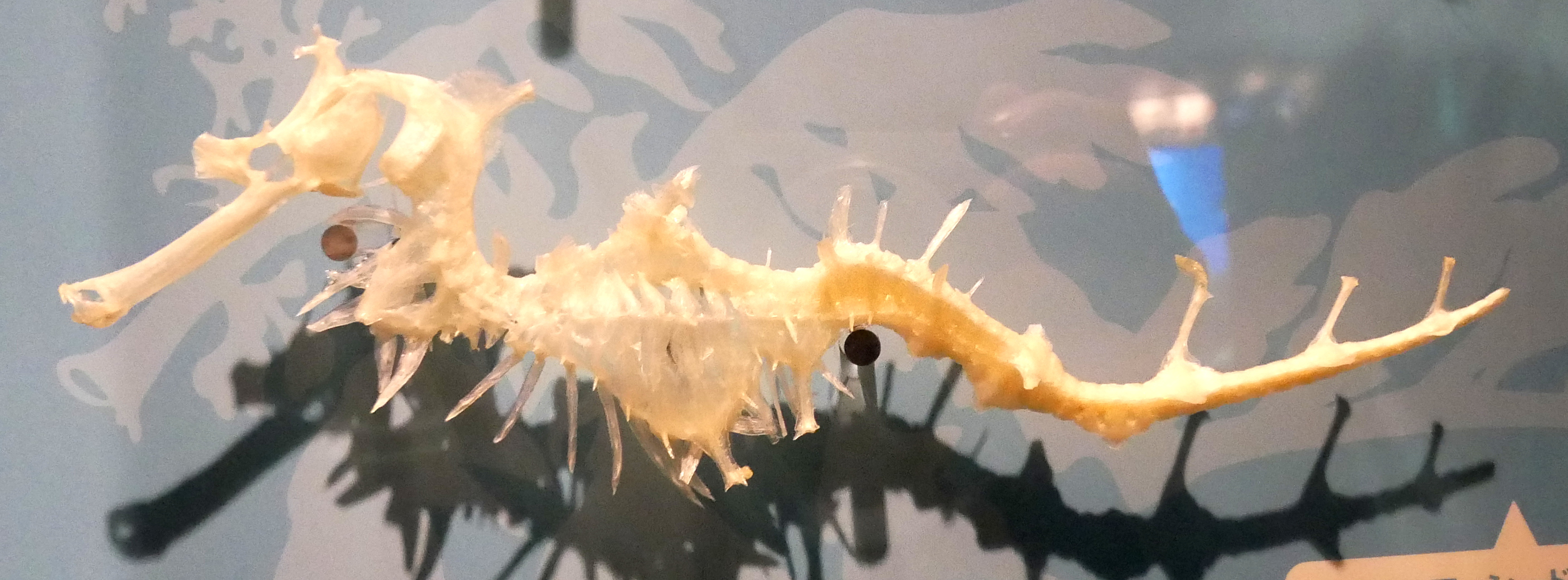
Schelet de dragon de mare frunză

Se găsește de-a lungul coastelor sudice și vestice ale Australiei. Numele este derivat de la aspectul său, având proeminențe lungi asemănătoare frunzelor pe tot corpul. Aceste proeminențe nu sunt folosite pentru propulsie; servesc doar ca și camuflaj. Dragonul de mare frunză se propulsează prin intermediul unei înotătoare pectoralăe de pe creasta gâtului și a unei înotătoare dorsale pe spate, aproape de capătul cozii. Aceste înotătoare mici sunt aproape complet transparente și greu de văzut, deoarece se unduiesc pentru a mișca animalul calm prin apă, completând iluzia algelor marine plutitoare.
Peștele este emblema marină a statului Australia de Sud.

## Taxonomie
Numele generic Phycodurus este derivat din cuvintele grecești φῦκος phûkos, „alge marine” și δέρμα derma, „piele”.

## Descriere
Ca și la căluțul de mare, numele dragonului de mare frunză este derivat din asemănarea sa cu o altă creatură (în acest caz, dragonul mitic). Deși nu sunt mari, sunt puțin mai mari decât majoritatea căluților de mare, crescând până la aproximativ 20-24 cm. Se hrănesc cu plancton și crustacee mici.
Lobii de piele care cresc pe dragonul de mare frunză funcționează ca și camuflaj, dându-i aspectul de alge marine. Este capabil să mențină iluzia atunci când înoată, părând că se mișcă prin apă ca o algă marină plutitoare. De asemenea, își poate schimba culoarea pentru a se camufla, dar această abilitate depinde de dieta, vârsta, locația și nivelul de stres ale dragonului de mare.
Dragonul de mare frunză aparține familiei Syngnathidae, împreună cu căluțul de mare. Diferă de căluțul de mare prin aspect, locomoție și incapacitatea sa de a-și încolăci sau de a prinde lucruri cu coada. 

## Habitat și distribuție

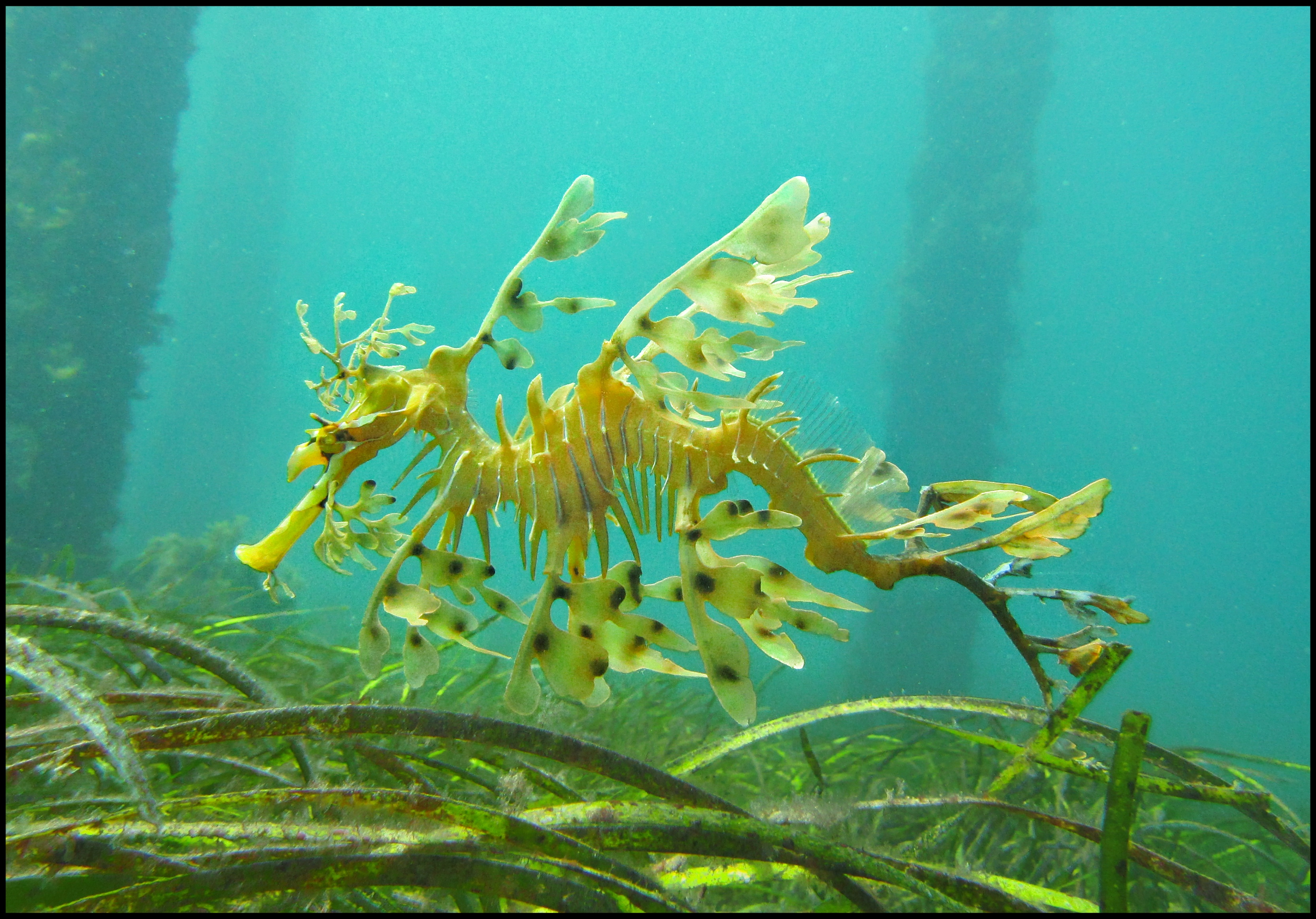
Un dragon de mare frunză la debarcaderul din Rapid Bay

Dragonul de mare frunză se găsește numai în apele din sudul Australiei, de la promontoriul Wilson din Victoria până la capătul său estic. Se credea cândva că indivizii au habitate foarte restrânse; dar cercetările ulterioare au descoperit că dragonii de mare călătoresc de fapt câteva sute de metri de locațiile lor obișnuite, întorcându-se în același. Se găsesc în mare parte peste petice de nisip în ape de până la 50 de metri adâncime, în jurul stâncilor acoperite cu alge și pâlcuri de iarbă de mare. Sunt observați frecvent de scafandri în apropiere de Adelaide, în special la Rapid Bay, Edithburgh și la Victor Harbor.

## Ecologie
Dragonii de mare frunză trăiesc de obicei un stil de viață solitar. Când vine momentul, masculii curtează femelele, apoi se împerechează pentru a se reproduce. Din momentul în care eclozează, dragonii de mare frunză sunt complet independenți. La vârsta de doi ani, sunt de obicei maturi și gata de a se reproduce.
Specia se hrănește cu crustacee mici, cum ar fi amfipodele și creveții mici, planctonul și larvele peștilor, prin botul lung, asemănător unei țevi.

### Reproducere
Ca și în cazul căluților de mare, dragonul de mare frunză mascul are grijă de ouă . Femela produce până la 250 de ouă roz strălucitor, apoi le depune pe coada masculului. După 9 săptămâni, ouăle încep să clocească, în funcție de condițiile apei. Ouăle devin violet sau portocalii în această perioadă, după care puii ies la iveală, proces care are loc timp de 24–48 de ore. Masculul ajută la eclozarea ouălor scuturându-și coada și frecând-o de alge și pietre. Odată născut, tânărul dragon de mare este complet independent, mâncând zooplancton mic până când este suficient de mare pentru a vâna mizide. Doar aproximativ 5% dintre ouă supraviețuiesc.

### Deplasare
Dragonul de mare frunză folosește aripioarele de pe lateralele capului său pentru a-i permite să se deplaseze. Cu toate acestea, pielea sa exterioară este destul de rigidă, limitând mobilitatea. S-a observat că dragonii de mare frunză rămân într-o singură locație pentru perioade lungi de timp (până la 68 de ore), dar uneori se vor mișca pentru perioade lungi. Urmărirea unui individ a indicat că s-a deplasat până la 150 de metri pe oră.

## Conservare
Dragonii de mare frunză sunt supuși multor amenințări, atât naturale, cât și create de om. Sunt prinși de colecționari și folosiți în medicina alternativă. Sunt vulnerabili atunci când sunt tineri și sunt înotători lenți, reducându-și șansele de a scăpa de prădători. Dragonii de mare sunt uneori găsiți pe țărm după furtuni.
Specia a devenit pe cale de dispariție din cauza poluării și a scurgerilor industriale, precum și prin capturarea pentru acvarii. Ca răspuns la aceste pericole, specia a fost protejată în totalitate în Australia de Sud din 1987, Victoria din cel puțin 1995 și Australia de Vest din 1991. În plus, apariția speciei în Legea pentru protecția mediului și conservarea biodiversității din 1999 a guvernului australian înseamnă că bunăstarea speciei trebuie să fie luată în considerare ca parte a oricărui proiect de dezvoltare.

## În captivitate
Fiind protejați de lege, obținerea dragonilor de mare este adesea un proces costisitor și dificil, deoarece trebuie să fie animale crescute în captivitate, iar exportatorii trebuie să dovedească faptul că părinții lor au fost capturați înainte de a intrarea în vigoare a restricțiilor de capturare sau că au avut o licență pentru a colecta dragoni de mare. Dragonii de mare au un nivel specific de protecție conform legislației federale în domeniul pescuitului, precum și în majoritatea statelor australiene în care apar.  Dragonii de mare sunt greu de întreținut în acvarii. Succesul în păstrarea acestora s-a limitat în mare parte la sectorul acvariilor publice, datorită finanțării și cunoștințelor care nu ar fi disponibile pasionatului obișnuit. Încercările de a crește dragonul de mare frunză în captivitate au fost până acum fără succes.

### Australia
Acvariile australiene care prezintă dragoni de mare frunză includ Acvariul din Sydney, Acvariul din Melbourne și Acvariul din Australia de Vest.

### Canada
Acvariul Ripley din Canada din Toronto prezintă dragoni de mare frunză.

### Asia de Sud-Est
S.E.A . Aquarium (South East Asia Aquarium), situat în Singapore, prezintă dragoni de mare frunză.

### Statele Unite

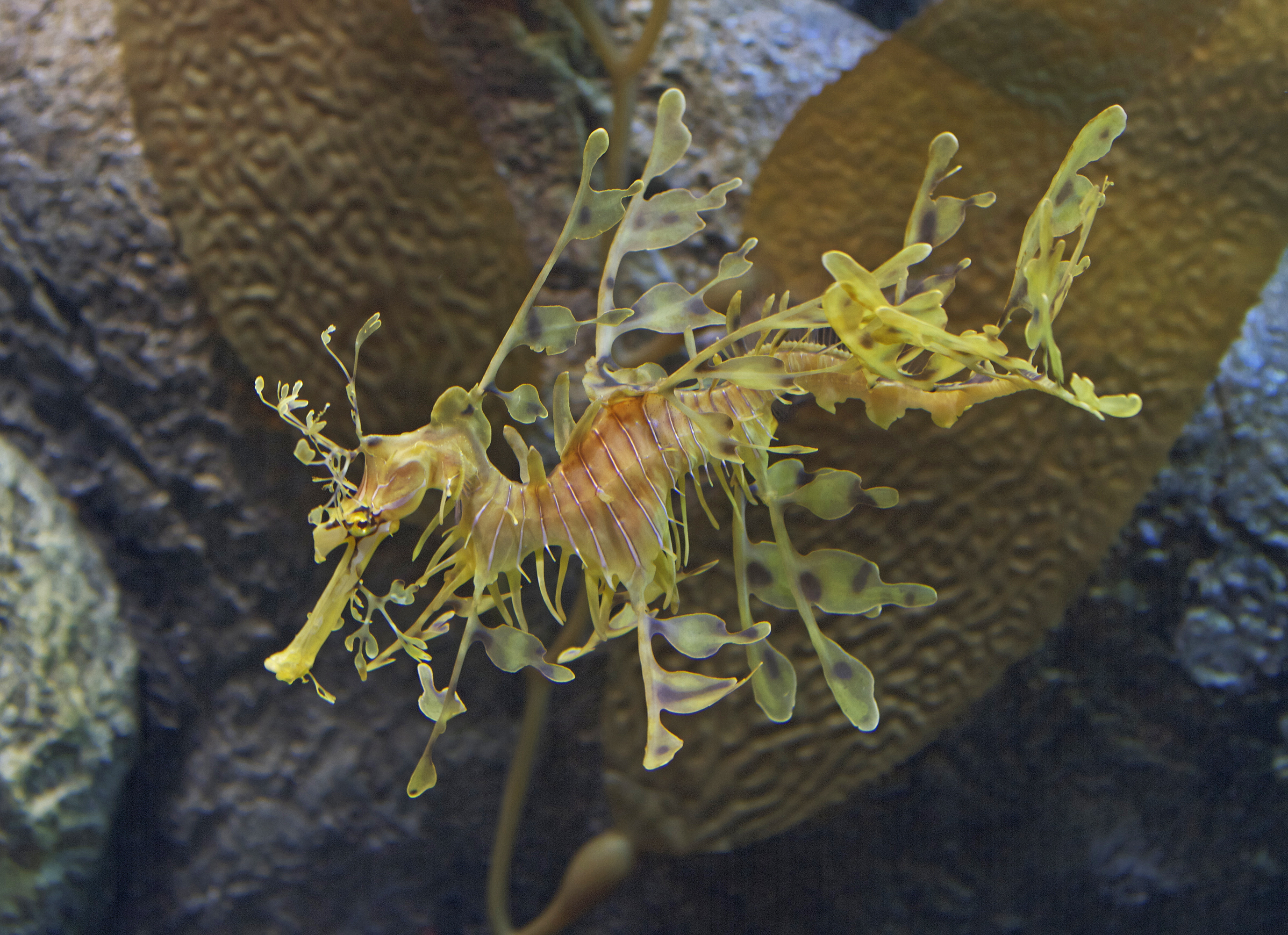
Dragon de mare frunză la Acvariul din Golful Monterey

Mai multe acvarii din Statele Unite au programe de cercetare și/sau se pot observa dragoni de mare frunză. Printre acestea se numără Adventure Aquarium din Camden, New Jersey; Aquarium of the Pacific de la Long Beach; Acvariul Birch de la Institutul Scripps din San Diego; Grădina Zoologică din Minnesota; Acvariul din Golful Monterey; Dallas World Aquarium și Dallas Children's Aquarium din Dallas; Acvariul New England din Boston; Grădina Zoologică și Acvariul Point Defiance din Tacoma, Washington; Acvariul Shedd, Chicago; Academia de Științe din California; Acvariul din Tennessee; Sea World Orlando din Florida; Grădina Zoologică din Pittsburgh și Acvariul PPG; Ripley's Aquarium of the Smokies, Gatlinburg, Tennessee; The Florida Aquarium din Tampa, Florida; Acvariul Mote din Sarasota, Florida; și Ripley's Aquarium Broadway din Myrtle Beach, Carolina de Sud. 

## În cultură
Dragonul de mare frunză este emblema marină oficială a statului Australia de Sud. De asemenea, apare în siglele unor asociații din Australia de Sud - Adelaide University Scuba Club Inc. și Marine Life Society of South Australia Inc.
Festivalul dragonului de mare frunză are loc în Australia de Sud. Este un festival al mediului, artei și culturii din Peninsula Fleurieu, cu tema sărbătoririi dragonului de mare frunză. Festivalul inaugural din 2005 a atras peste 7.000 de participanți, inclusiv 4.000 de vizitatori.
În 2006, un scurtmetraj animat, The Amazing Adventures of Gavin, a Leafy Seadragon, a fost realizat de mai multe organizații din Australia de Sud implicate în conservarea mediului marin. Filmul este un ghid introductiv pentru conservarea zonelor marine din Australia de Sud, potrivit pentru copiii de 8-12 ani. Au fost distribuite copii pe DVD școlilor primare, iar un kit de resurse pentru educatori pentru a însoți filmul a fost lansat în 2008.
Serialul animat semieducativ The Octonauts a prezentat un tată și doi tineri dragoni de mare frunză în sezonul 2, episodul 18.